# Dictya floridensis
Dictya floridensis är en tvåvingeart som beskrevs av Steyskal 1954. Dictya floridensis ingår i släktet Dictya och familjen kärrflugor. Inga underarter finns listade i Catalogue of Life.